# Seo Seung-jae
Seo Seung-jae, né le 4 septembre 1997 à Jeonju, est un joueur de badminton corée du sud spécialiste du double hommes et mixte. Il est également double champion du monde : avec Kang Min-hyuk et Chae Yoo-jung en 2023.

## Palmarès

### Championnats du monde
- Championnats du monde 2023 à Copenhague
  - Double homme :  Médaille d'or avec Kang Min-hyuk
- Championnats du monde 2023 à Copenhague
  - Double mixte :  Médaille d'or avec Chae Yoo-jung.

### Sudirman Cup
- 2017 à Gold Coast
  -  Médaille d'or
- 2021 à Vantaa
  -  Médaille de bronze
- 2023 à Suzhou
  -  Médaille d'argent